# Verholissea, Ivankiv
Verholissea (în ucraineană Верхолісся) este un sat în comuna Jmiivka din raionul Ivankiv, regiunea Kiev, Ucraina.

## Demografie
Componența lingvistică a localității Verholissea
     Ucraineană (96,88%)
     Rusă (3,13%)
Conform recensământului din 2001, majoritatea populației localității Verholissea era vorbitoare de ucraineană (96,88%), existând în minoritate și vorbitori de rusă (3,13%).